# Perseida
Segons la mitologia grega, Perseida (en grec antic: Περσηίς) va ser una nimfa oceànida, filla d'Ocèan i de Tetis. S'uní a Hèlios, i fou mare d'Eetes, rei de la Còlquida; de la fetillera Circe, i de Pasífae, reina de Creta.
D'altra banda, Perseida o Persea era també un dels noms atribuïts a la deessa Hècate, filla del tità Perses